# Hildegarda Burjan
Hildegard Burjan (Görlitz, Njemačka, 30. siječnja 1883. – Beč, 11. lipnja 1933.) njemačka je katolička blaženica i aktivistica, utemeljiteljica laičke zajednice "Caritas socialis" (CS) te niza organizacija za borbu za prava žena, radnika i obitelji. Bila je vijećnica u gradu Beču i zastupnica u austrijskom parlamentu.
Rođena je u Görlitzu kraj Dresdena u Njemačkoj u obitelji njemačkih Židova. Studirala je germanistiku i filozofiju na Sveučilištu u Zürichu. Godine 1907. udala se za Aleksandra Burjana, s kojim se nastanila u Beču. Godine 1909. krstila se i obratila na katoličanstvo. Započela je socijalni rad, uspostavivši 1912. godine kršćansko društvo za prava žena i obitelji. Nakon Drugog svjetskog rata bila je vijećnica u Beču, a 1919. ušla je u parlament kao prva žena u njemu, koja se zalagala za kršćanski socijalni nauk. Radila je za zaštitu majki i djece te obrazovanje žena. Zalagala se za jednake plaće muškaraca i žena, za prava radnika te pomoć siromašnim obiteljima.
Godine 1919. osniva Kongregaciju Caritas Socialis. Umrla je 11. lipnja 1933.
Godine 1963. kardinal Franz König otvorio je proces beatifikacije, koji je trajao 49 godina. Papa Benedikt XVI. priznao ju je blaženom 29. siječnja 2012. Svečani čin u ime Pape učinio je predstojnik Kongregacije za proglašenje svetaca, kardinal Angelo Amato.